# دييغو دي الماجرو (تشيلي)
دييغو دي الماجرو (بالإسبانية: Diego de Almagro, Chile)‏ هي بلدية تقع في تشيلي في Chañaral Province. يقدر عدد سكانها بـ 15,731 نسمة ومساحتها 18,663.8 كم2 .

## أعلام
- مارتن رودريغيز